# Rosario de Lerma
Rosario de Lerma est une ville argentine située dans la province de Salta. Elle est le chef-lieu du Département de Rosario de Lerma.

## Situation
Elle se trouve à 33 km au sud-est de la ville de Salta, la capitale provinciale, sur le trajet du très touristique Train des nuages. 

La ville est située sur la rive gauche du río Toro au niveau du débouché du río Corralito.

## Population
La ville comptait 17.871 habitants au recensement de 2001, ce qui représentait une hausse de 35,9 % par rapport aux 13 156 habitants recensés en 1991.